# Арчібальд Кемпбелл (Британська Ост-Індійська компанія)
Арчібальд Кемпбелл (іноді помилково Артур або Ендрю, англ. Archibald Campbell; 1805—1874) — суперінтендант Британської Ост-Індійської компанії міста Дарджилінг (зараз Західний Бенгал, Індія). Саме Арчібальд Кемпбелл привіз насіння чаю з Китаю та розпочав його вирощування біля Дарджилінгу. В 1849 році Кемпбелл і Джозеф Долтон Гукер (відомий натураліст) організували експедицію до Сіккіму у напрямку перевалу Чола, проте потрапили до в'язниці через заборону на відвідування королівства, але через тиск Британського уряду були звільнені. Арчібальд Кемпбелл написав багато робіт з географії Гімалаїв та етнографічні роботи про Сіккім.